# One More from the Road
One More From the Road je živé album southern rockové kapely Lynyrd Skynyrd. Je to také její první a jediná živá nahrávka z "klasické" éry kapely (1970–1977) předtím, než při letecké nehodě zemřel zpěvák/skladatel skupiny Ronnie Van Zant, kytarista Steve Gaines a vokalistka Cassie Gaines. Album bylo vydáno v září 1976, krátce po vydání jejich čtvrtého studiového alba, Gimme Back My Bullets.
Původních 12 stop zahrnuje předělávku písně "T for Texas" od Jimmieho Rodgerse a 14:10 dlouhou verzi skladby Free Bird.
Deluxe edice, vydaná v roce 2011, je důkladně remasterovaná a obsahuje záznam z dalšího vystoupení v Fabulous Fox Theatre v Atlantě.

## Seznam stop

### Původní dvojité LP

#### Strana jedna
1. "Workin' for MCA" – 4:38
2. "I Ain't the One" – 3:37
3. "Searching" – 3:51
4. "Tuesday's Gone" – 7:39

#### Strana 2
1. "Saturday Night Special" – 5:30
2. "Travellin' Man" – 4:08
3. "Whiskey Rock-a-Roller" – 4:14
4. "Sweet Home Alabama" – 6:49

#### Strana 3
1. "Gimme Three Steps" – 5:00
2. "Call Me the Breeze" – 5:27
3. "T for Texas" (Jimmie Rodgers cover) – 8:26

#### Strana 4
1. "The Needle and the Spoon" – 4:17
2. "Crossroads" – 3:44
3. "Free Bird" – 14:10

## Rozdíly v remasterované verzi
Remasterování alba z roku 2001, jehož producentem byl Ron O'Brien, značně změnilo některé původní nahrávky. Vedle toho bylo album kompletně reekvalizováno, byly zpět přidány smazané stopy a zvuky publika byly zesíleny.
Změny zahrnují:
- I Ain't the One
  - Vypadá to, že je přidán playback na zakrytí Rossingtovony chyby na začátku hlavního riffu, kterou Van Zant skryl zvoláním "Let's pick it up!"
- Saturday Night Special
  - Některé playbacky v Rossingtovoně sólu byly odstraněny.
- The Needle and the Spoon
  - Pár malých změn v aranžích nástrojů. Gainesova kytara je nyní mezi pravou a středem, kdežto Rossington je čistě vpravo, přičemž původně to bylo naopak.
- Gimme Three Steps
  - Zvuk Gainese ladícího si kytaru během skladby byl odstraněn.
- T for Texas
  - Playback v Collinsově sólu je stále přítomen.
- Sweet Home Alabama
  - Zpoždění v Gainesově finálním sólu bylo silně redukováno, převážně zvýšením ruchů z publika.
- Crossroads
  - Playback v Collinsově sólu je stále přítomen.
- Free bird
  - Hlavní cívka, obsahující Collinsovo originální (z alba) playback sóla, chyběla v době remasterovacího procesu. Výsledkem toho je, že stopa byla remasterovaná tak, jak byla nahrána - je slyšet původní živá nahrávka.